# Anthodioctes vilhenae
Anthodioctes vilhenae là một loài Hymenoptera trong họ Megachilidae. Loài này được Urban mô tả khoa học năm 1999.